# Samsung Galaxy J7 Pro
El Samsung Galaxy J7 Pro es un teléfono inteligente de gama media con sistema operativo Android, desarrollado por la compañía sur coreana Samsung Electronics. Fue presentado en junio de 2017, siendo el sucesor del Samsung Galaxy J7 2016 y J7 Prime presentados en 2016.

## Características
Hardware
El Galaxy J7 Pro posee el mismo procesador que su antecesor el Galaxy J7 Prime, el Exynos 7870 Octa, un procesador de 8 núcleos a 1.6 GHz que ofrecen gran velocidad para lo que es un teléfono de gama media-baja. Cuenta con 3 GB de memoria RAM, y viene en versiones de almacenamiento de 16,32 y 64 GB, ambas ampliables mediante tarjetas hasta 256GB microSD.
Software
El Galaxy J7 Pro viene de fábrica con Android 7.0 Nougat  bajo la capa de personalización Samsung Experience 8.5.
A mediados de 2018 fue actualizado a Android 8.1 Oreo bajo la capa de personalización Samsung Experience 9.0.
A mediados de 2019 recibe su última gran actualización Android 9.0 Pie bajo la nueva capa de personalización de Samsung llamada One UI.

### Resistencia al agua
El Samsung Galaxy J7 Pro no cuenta con la certificación IP68.

### Pantalla
Cuenta con un panel de 5.5 pulgadas con tecnología Super AMOLED y resolución 1080p (1920x1080) Full HD.
Tiene muchas quejas sobre la aparición de manchas moradas/violetas en la pantalla. Algunos lo asocian a caídas, otros no.

### Sensor de huellas digitales
Incluye sensor de huellas de alta velocidad de lectura ubicado en el botón de inicio en la parte frontal.

#### Always On Display
Incluye la tecnología Always On Display que incluían los teléfonos de gama Alta de Samsung como el Galaxy S7, S7 edge, S8, S8+, S9 y S9+; utiliza el panel SUPER AMOLED que ofrece un negro puro para mostrar información del teléfono en la pantalla sin drenar considerablemente la batería, información como el reloj, nivel de batería y notificaciones. (Únicamente los iconos).

### Cámara
Ambas cámaras (frontal y trasera) cuentan con 13 megapixeles y flash led para mayor iluminación en ambientes oscuros.